# Tessy Antony
Đại công tử phi Tessy của Luxembourg (sinh ngày 28 tháng 10 năm 1985) là vợ của Hoàng tử Louis của Luxembourg và con dâu của Henri, Đại công tước của Luxembourg. Vào tháng 1 năm 2017, cặp vợ chồng tuyên bố ly thân và có ý định ly dị, với thủ tục ly hôn thực hiện tại Vương quốc Anh.

## Tiểu sử
Tessy Antony sinh ngày 28 tháng 10 năm 1985, con gái của François và Régine Anne Antony. Sau khi theo học một trường trung học kỹ thuật ở Pétange (phía nam Luxembourg), Tessy và em trai sinh đôi của cô, Ronny, gia nhập quân đội Luxembourg vào năm 18 tuổi, cuối cùng đã lên đến cấp độ của Corporal. Từ tháng 3 đến tháng 7 năm 2004, bà tham gia một phái đoàn tại Nam Tư, như Sdt 1cl Chauffeur C2, ở Mitrovica trong KFOR, lực lượng gìn giữ hòa bình của NATO ở Kosovo.

## Học vấn
Công nương Tessy tốt nghiệp từ Richmond, Đại học Quốc tế Hoa Kỳ tại London vào năm 2014 với bằng cử nhân quan hệ quốc tế. Bà đã viết luận án về sự nổi dậy của chủ nghĩa dân tộc ở châu Âu, bằng cách sử dụng ví dụ về phía bên phải của Hy Lạp, Golden Dawn. Ngoài ra, từ năm 2005 đến năm 2009 Tessy đã tham dự một số khoá đào tạo và các bài giảng liên quan đến các chủ đề "Giáo dục và tâm lý học". Cô đã lấy bằng thạc sĩ của mình từ SOAS, Đại học London.

## Hôn nhân và gia đình
Tessy Antony gặp Hoàng tử Louis lần đầu tiên trong khi ông đang thăm viếng quân đội.
Vào ngày 12 tháng 3 năm 2006, cô đã sinh ra một cậu bé, được đặt tên thánh Gabriel Michael Louis Ronny de Nassau, người đã được sinh ra tại một bệnh viện tư nhân [Thụy Sỹ], Clinic des Grangettes, trong Geneva. Em bé là cháu đầu tiên của Đại công tước Henri và Nữ đại công tước Maria Teresa.
Hai vợ chồng kết hôn vào ngày 29 tháng 9 năm 2006 tại một nhà thờ giáo xứ ở Gilsdorf. Sau cuộc hôn nhân của họ, Hoàng tử Louis đã từ bỏ quyền thừa kế ngôi vị được ban cho bản thân và con cháu của ông, nhưng vẫn giữ tước hiệu Hoàng tử Luxembourg và tước hiệu của Hoàng gia. Con trai thứ hai của cặp vợ chồng, "Noah" Etienne Guillaume Gabriel Matthias Xavier de Nassau, sinh ngày 21 tháng 9 năm 2007 tại Bệnh viện Phụ sảnGrand Duchess Charlotte. Hai đứa con của họ ban đầu được cho là họ de Nassau không tước hiệu.
Vào ngày quốc khánh 23 tháng 6 năm 2009, một chiếu chỉ đã được ban hành để ban cho Tessy danh hiệu "Đại công tử phi của Luxembourg" và "Công nương của Bourbon-Parma" với tước "Hoàng thân". Cùng một chiếu chỉ đã ban hành tước hiệu "Hoàng tử Nassau" và tước hiệu "Hoàn tử Điện hạ" cho con trai của họ là Gabriel và Noah cùng với các con tương lai. Năm 2012, Công nương Tessy nhận được Huân chương Dân sự và Quân đội Adolph của Nassau.
Vào ngày 18 tháng 1 năm 2017, Triều đình Đại Ducal tuyên bố việc ly thân của Hoàng tử và Công chúa, và ý định của họ để ly hôn, do đó công chúa Tessy sẽ mất danh hiệu hoàng gia của mình.

## Hoạt động
Tessy hiện là nhà vận động chính sách toàn cầu của UNAIDS cho thanh thiếu niên và thanh thiếu niên. Cô rất tham gia vào các hoạt động từ thiện và các tổ chức phi chính phủ hoạt động vì lợi ích của những người có nhu cầu cụ thể, Cô tích cực tham gia các hoạt động từ thiện trong Luxembourg và London. Bà đã từng là thành viên tích cực của "Groupe de Support Psychologique" (GSP) của Luxembourg trong năm năm qua.
Antony trở thành một Đại sứ  cho Shongolulu. Công ty đóng ở San Diego, California, tặng một phần trăm lợi nhuận của họ để hỗ trợ Wildlife Alliance.